# Eksabajt
Eksabajt (skrót EB), eksbibajt (skrót EiB) – jednostki używane w informatyce oznaczające odpowiednio trylion (1.000.000.000.000.000.000 = 1018) bajtów i 260, czyli 1.152.921.504.606.846.976 = 10246 bajtów. Stosowane m.in. do określania pojemności zespołów pamięci masowych.
Zgodnie ze standardem IEC 60027-2 w systemie przedrostków dwójkowych (binarnych) obowiązują zależności:
```
1 EiB = 1024
 
PiB
 = 1024 · 1024
 
TiB
 = 1024 · 1024 · 1024
 
GiB
 = 1024 · 1024 · 1024 · 1024
 
MiB
 = 1024
5
 
kiB
 = 1024
6
 
B
```

natomiast w systemie przedrostków dziesiętnych SI:
```
1 EB = 1000
 
PB
 = 1000 · 1000
 
TB
 = 1000 · 1000 · 1000
 
GB
 = 1000 · 1000 · 1000 · 1000
 
MB
 = 1000
5
 
kB
 = 1000
6
 
B
```

Potocznie jednak eksabajt w informatyce utożsamiany jest z eksbibajtem (skrót EiB). Maksymalna pojemnością pamięci operacyjnej, którą może teoretycznie zaadresować procesor 64-bitowy, jest 16 EiB (264 bajtów).